# Зиновьева, Мария Зиновьевна
Мария Зиновьевна Зиновьева (род. 1929 — ум. 1999) — советский передовик сельскохозяйственного производства, бригадир колхоза «Путь Ленина» Канашского района, Герой Социалистического Труда (1976).

## Биография
Родилась 5 марта 1929 года в деревне Тюнзыры Цивильского района (Чувашия). Работала свинаркой, бригадиром-агрономом бригады колхоза в колхозе «Путь Ленина» Канашского района (1945-83).
Награждена орденом Ленина (трижды), медалями. Заслуженный работник сельского хозяйства Чувашской АССР (1972).

## Высшая награда
Указом Президиума Верховного Совета СССР в 1976 году за высокие производственные показатели, за успехи достигнутые в сельскохозяйственном производстве, Марие Зиновьевне Зиновьевой присвоено звание Героя Социалистического Труда с вручением ордена Ленина и золотой медали «Серп и Молот».